# Reliëf (beeldhouwkunst)

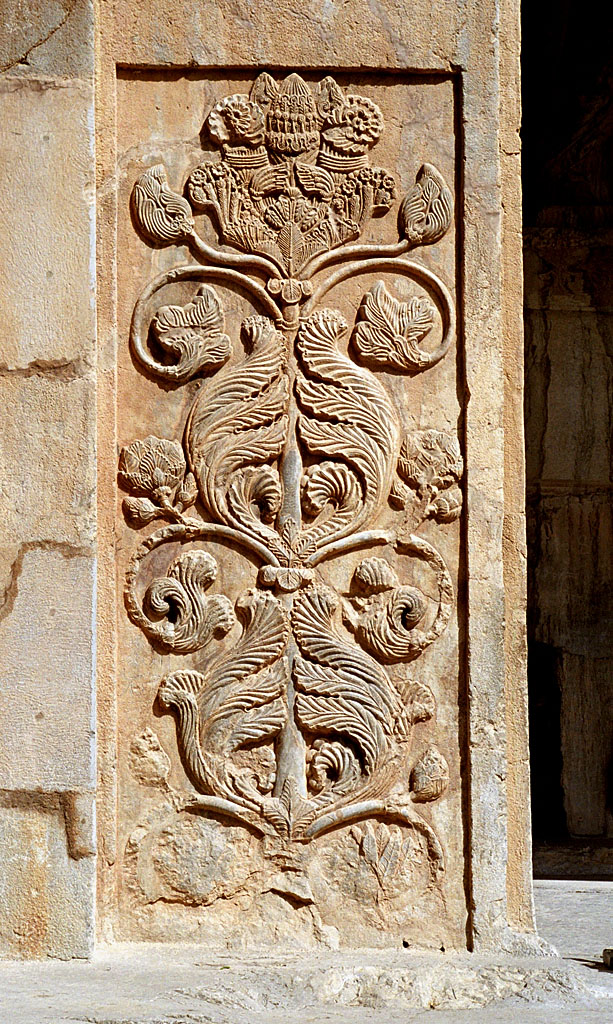
Hol-reliëf in Taq-e-Bustan: een levensboom

Een reliëf is een driedimensionale beeldhouwkundige afbeelding in steen, hout, keramiek of metaal (bijvoorbeeld brons) die niet helemaal vrijstaand is. Een reliëf heeft een driedimensionale voorkant en meestal een platte achterkant.
Het voordeel van het reliëf boven vrijstaand beeldhouwwerk is dat ook beeldinhoud die wel in tweedimensionale afbeeldingen zoals tekeningen of schilderijen kan worden weergegeven, maar niet of zeer moeilijk in ruimtelijk werk zoals wolken, bomen, achtergronden, vergezichten, wel in een reliëf kan worden afgebeeld.
Het reliëf is daarmee een overgangsgebied tussen tekening en beeldhouwwerk, wat het mogelijk maakt om met een reliëf thema's verhalend weer te geven. Om deze reden is het reliëf dan ook door alle eeuwen heen, van het Oude Egypte tot in de huidige tijd, onder andere gebruikt om verslag te doen van belangwekkende gebeurtenissen en ter verduidelijking van religieuze motieven. Een goed voorbeeld hiervan is wel de Zuil van Trajanus.

## Soorten reliëfs
- Bij een haut-reliëf (hoogreliëf) wordt de ondergrond weggesneden of gehakt zodat de afbeelding boven de ondergrond uitsteekt, met relatief veel hoogteverschil. De voorstelling is veel volumineuzer uitgewerkt; soms zijn de figuren zelfs bijna vrijstaande beeldhouwwerken.
- Bij een bas-reliëf (laagreliëf) wordt de afbeelding in de ondergrond uitgesneden zodat de afbeelding in de ondergrond zichtbaar is, met relatief weinig hoogteverschil, zoals de afbeelding op een munt.
- Ook bestaat er verder nog het verdiept reliëf, een vorm van bas-reliëf waarbij de achtergrond niet is bewerkt, maar alleen de figuur zelf is uitgehouwen uit het oppervlak.

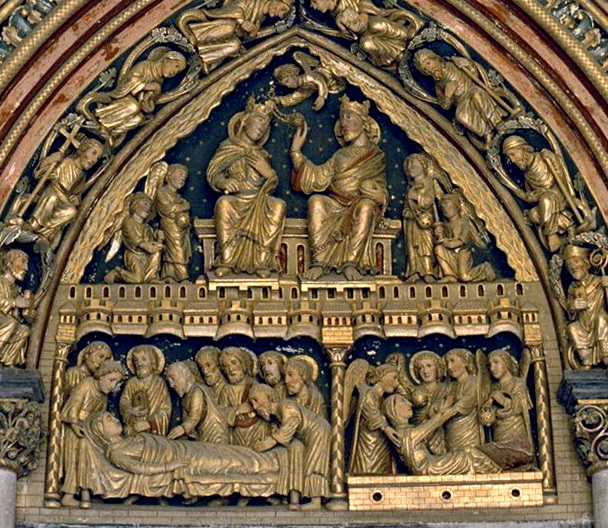
Haut-reliëf: het timpaan van het Bergportaal in Maastricht
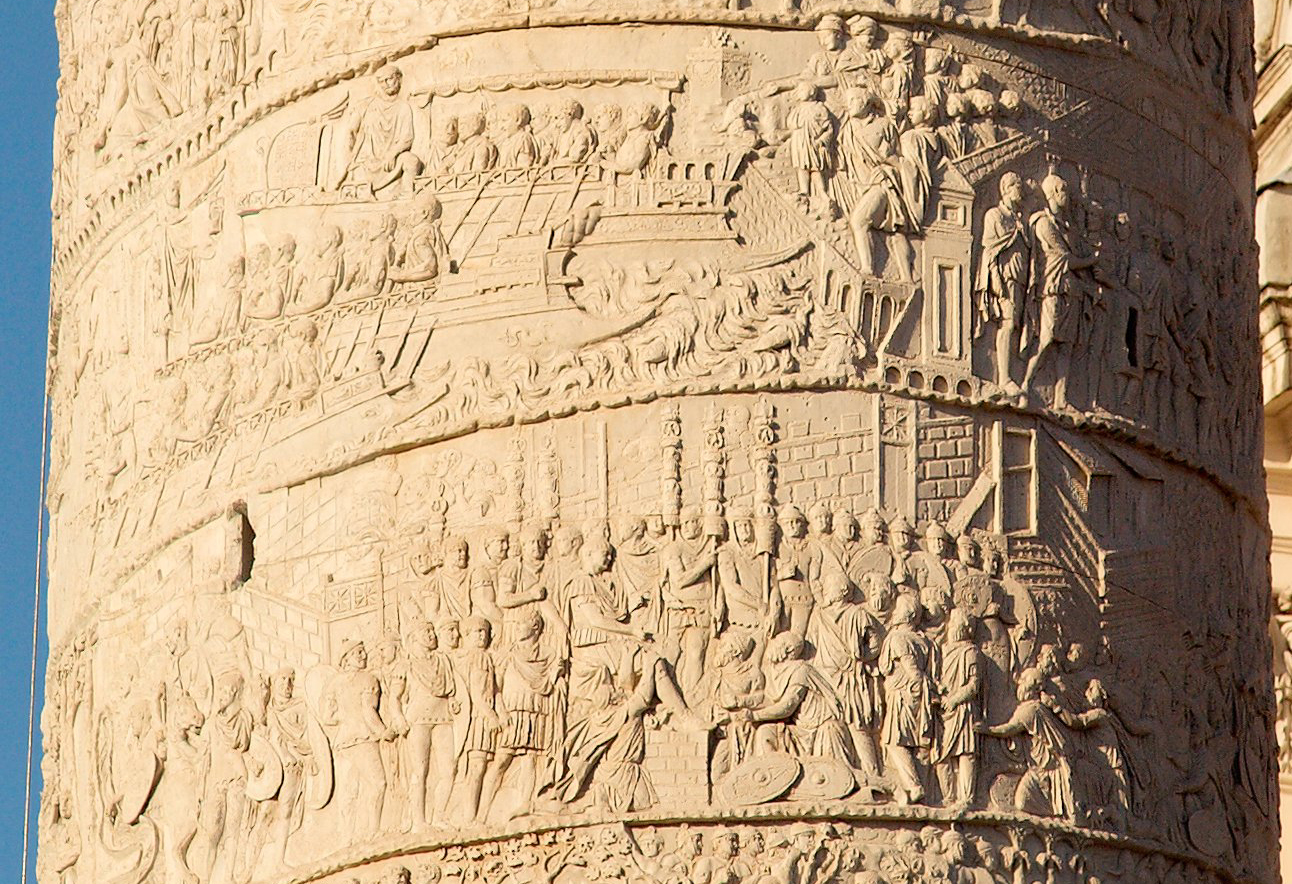
Bas-reliëf: de zuil van Trajanus in Rome
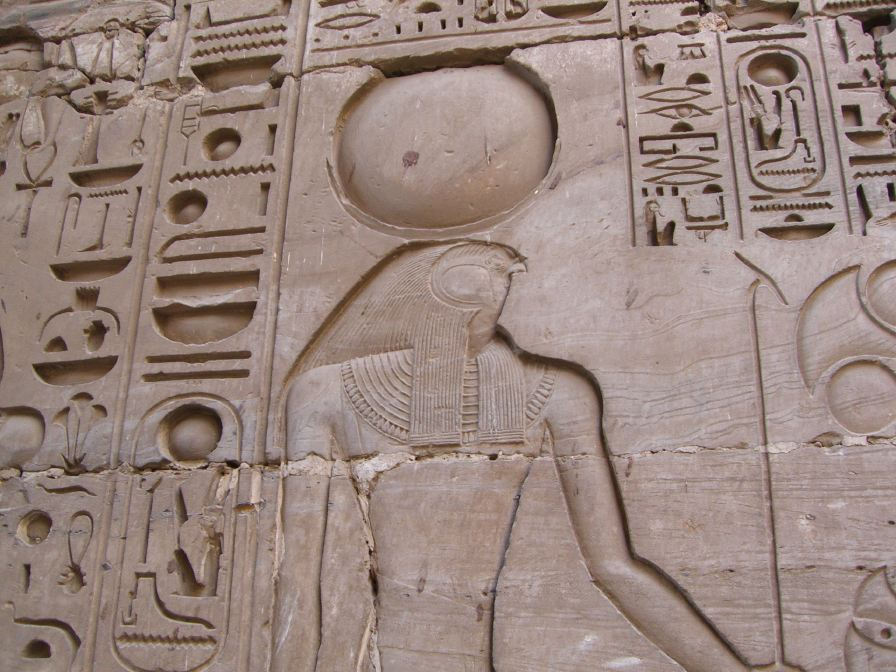
Oud-Egyptisch verdiept reliëf

## Haut-reliëf
Een haut-reliëf of hoogreliëf is een beeldhouwwerk in reliëf. In tegenstelling tot bas-reliëf vertoont de afbeelding grote verschillen tussen achtergrond en afbeelding, zodat de figuren bijna vrijstaand zijn. Hierdoor vormen ze zowel van voren bezien als van een zijkant een overtuigende voorstelling.
Haut-reliëfs zijn in het verleden in vele materialen uitgevoerd, maar vooral in brons en steen.

### Galerij

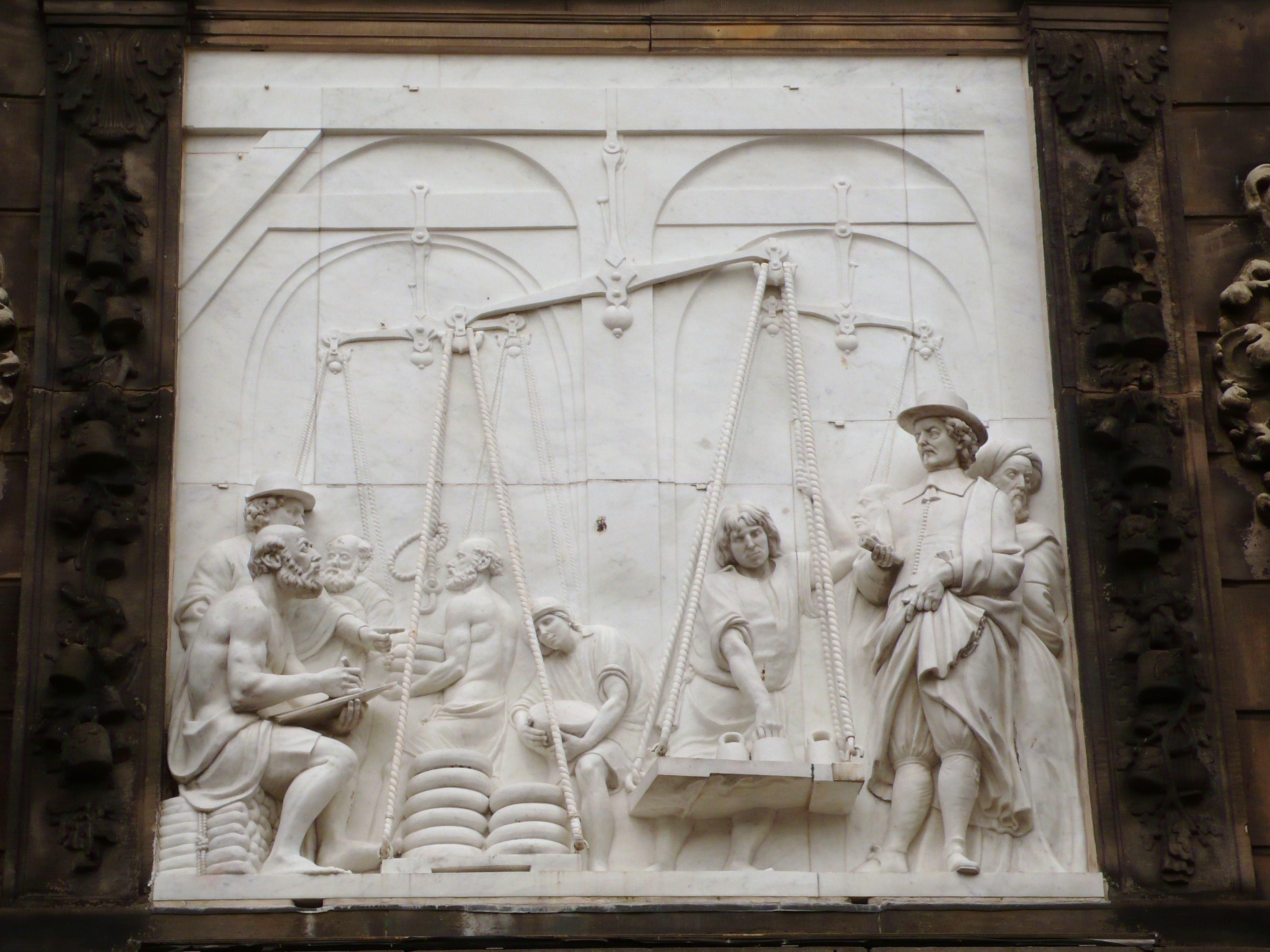
Het reliëf op de Kaaswaag in Gouda. Voorgrond in haut-reliëf, achtergrond in bas-reliëf
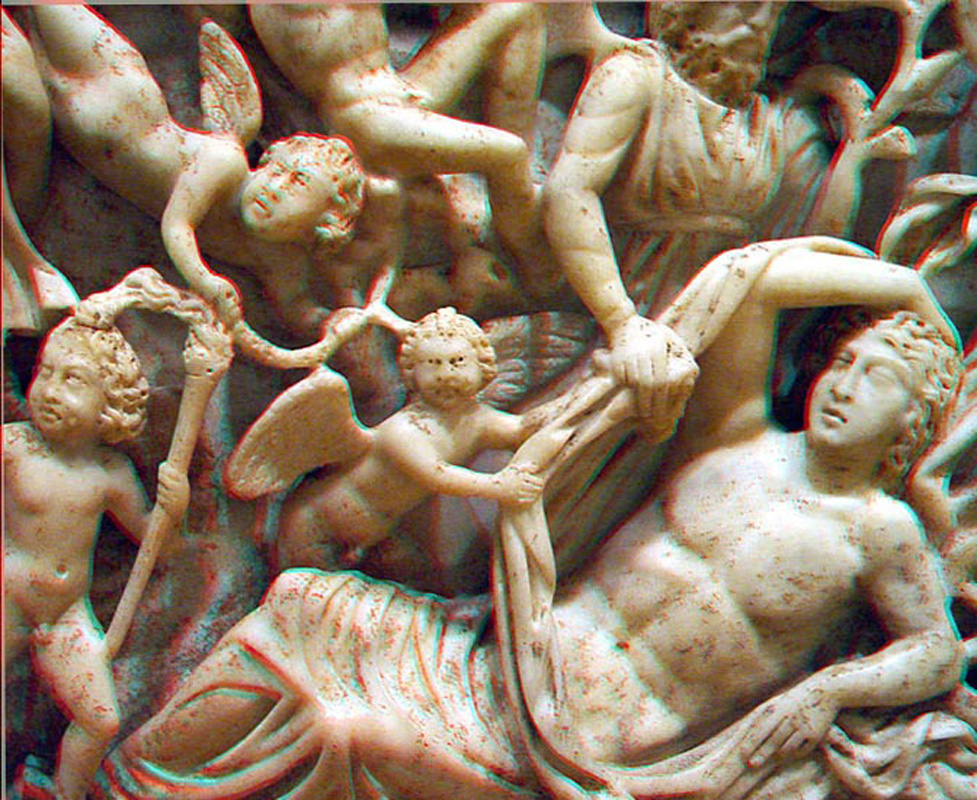
Laat-Romeins reliëf
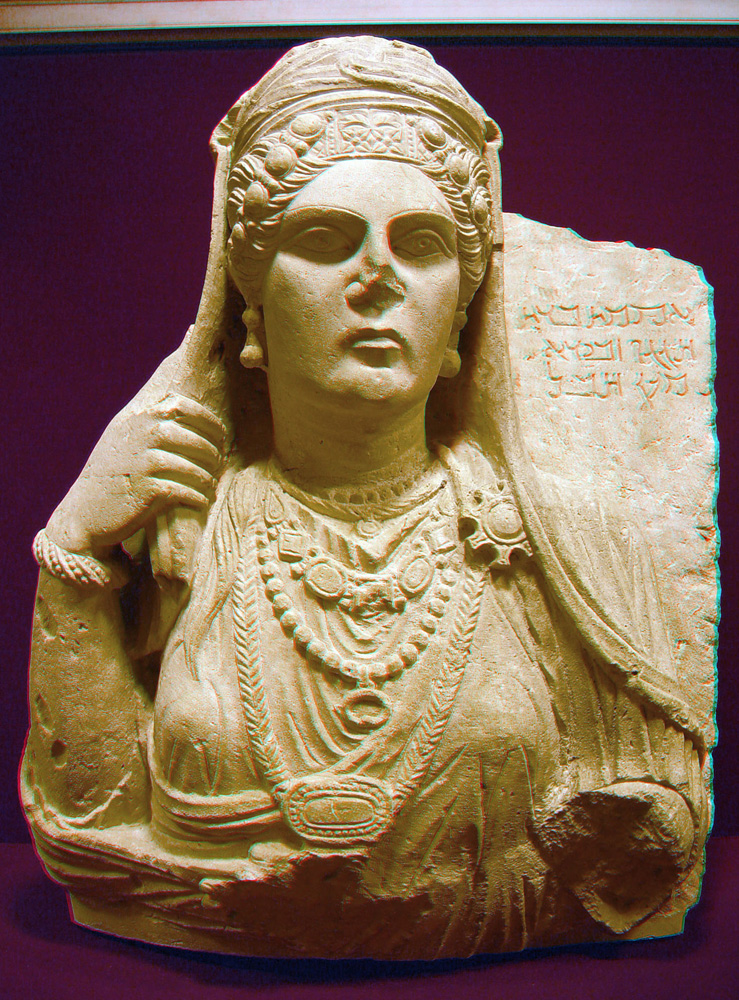
Palmyra (reliëf, 2e eeuw C.E.)
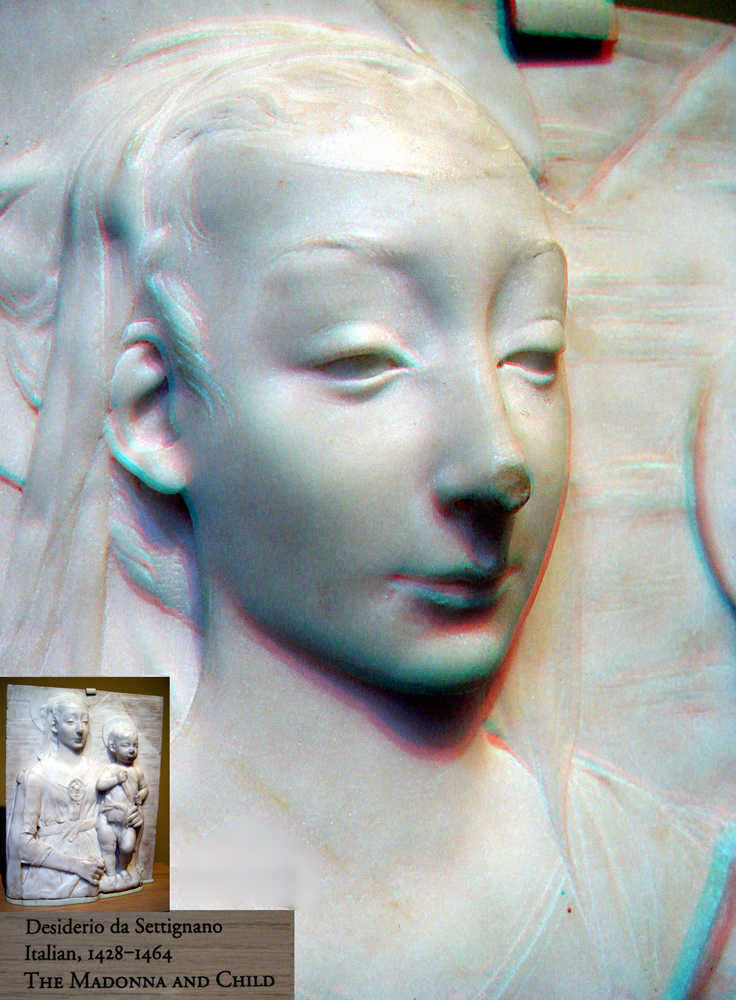
Madonna en kind
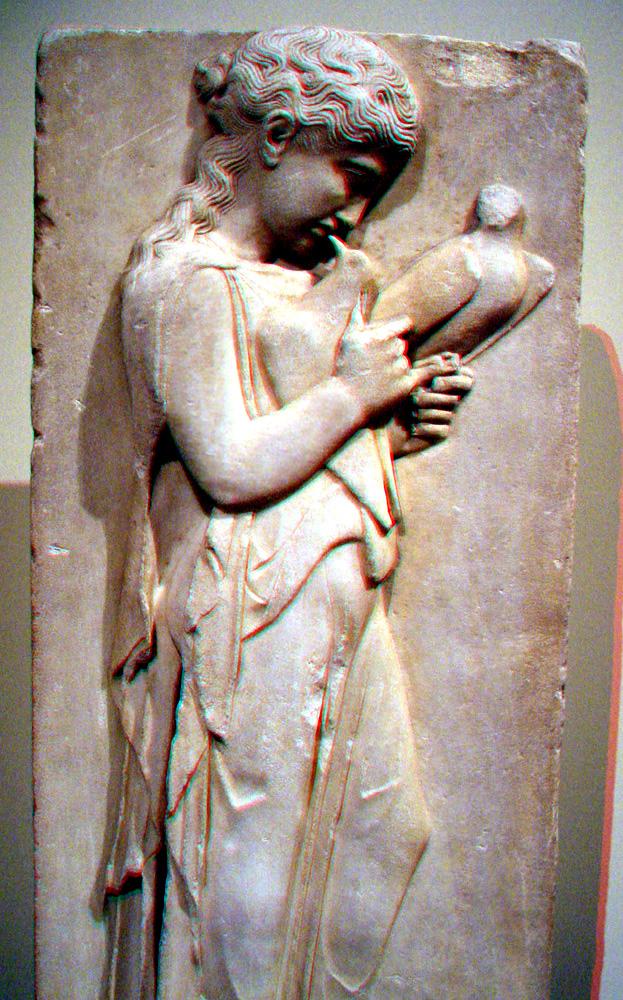
Grieks reliëf, meisje met duif
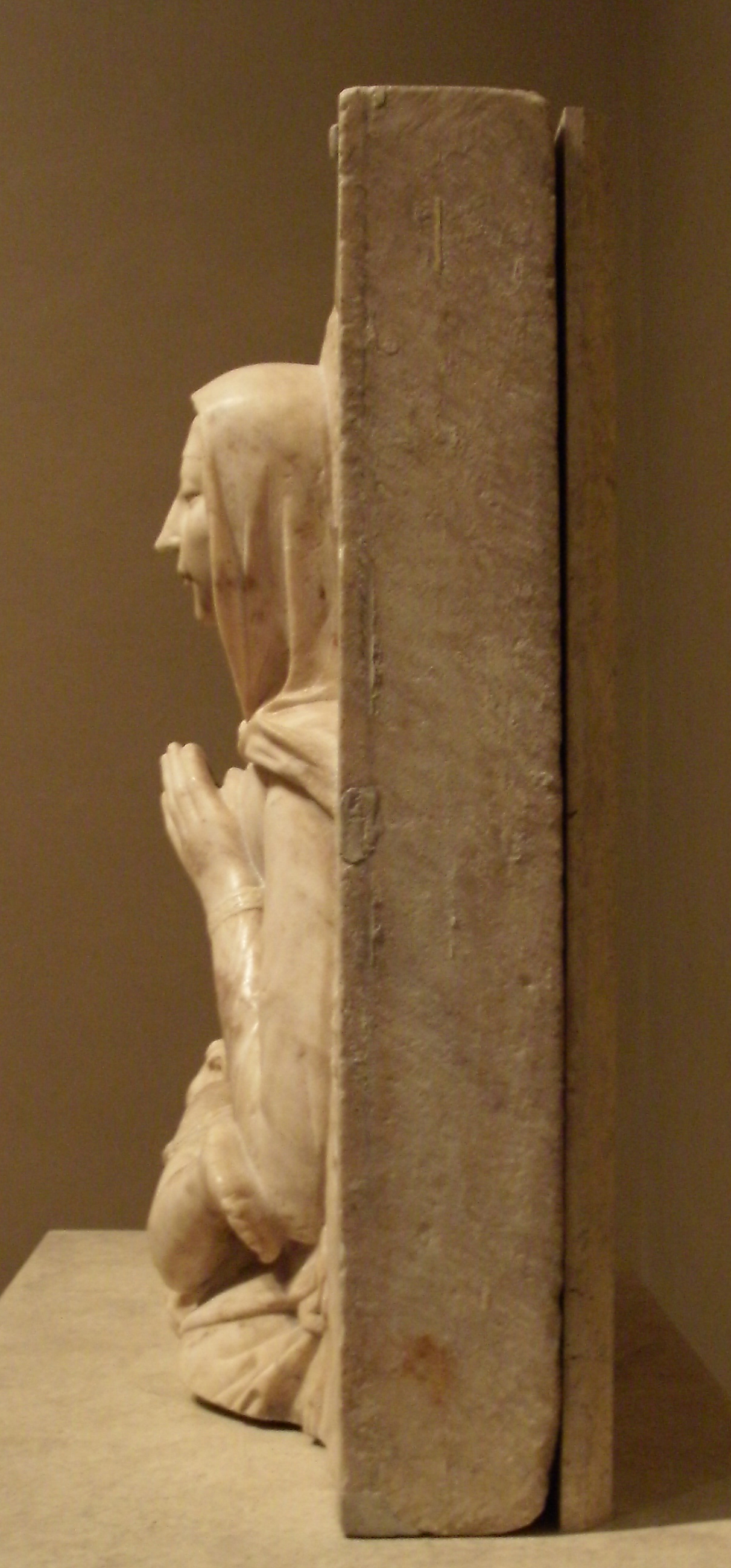
Haut-reliëf van opzij gezien
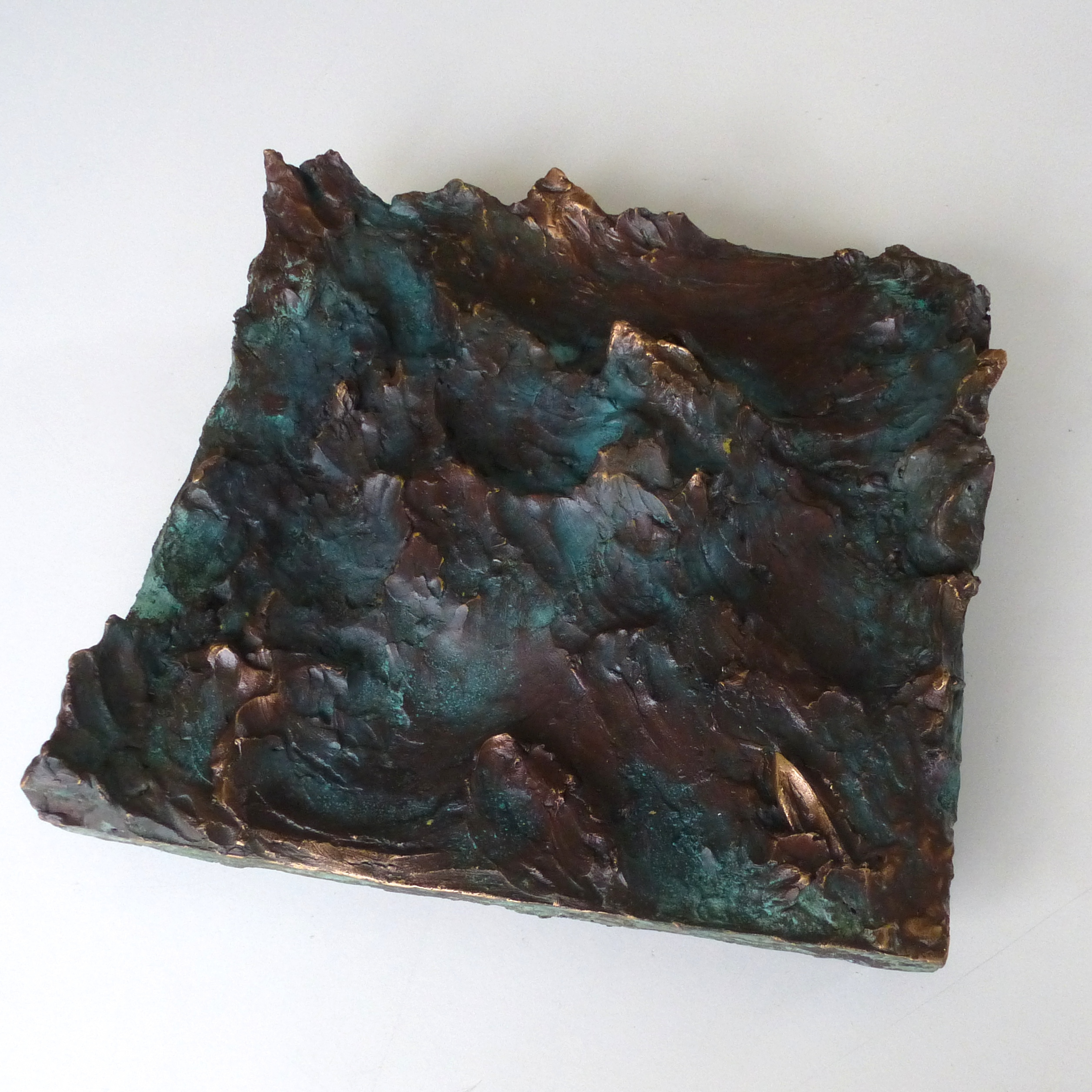
Boot in een woelige zee, bronzen reliëf van Ingo Kühl, 2019

## Bas-reliëf
Een bas-reliëf is een beeldhouwmethode waarbij de weergegeven voorstelling vrij ondiep uitgewerkt is. De afbeelding is gewoonlijk sterk afgeplat, waardoor het alleen in vooraanzicht realistisch overkomt. Bij zicht van een zijkant geeft het bas-reliëf een sterk vertekend beeld.
Meestal gaat het om afbeeldingen die in een gevel verwerkt zijn, en waarvan toch enkel maar de voorkant zichtbaar is. Dit in tegenstelling tot een haut-reliëf, waarbij de verschillen groter zijn. Een bijzonder bas-reliëf (en het grootste ter wereld) bevindt zich op 120 m hoogte op Stone Mountain, een berg niet ver van Atlanta in de VS. Het meet 27 bij 58 meter en is 13 m diep uit de rots uitgehakt (zie afbeelding). Het toont de leiders van de zuidelijke staten tijdens de Amerikaanse Burgeroorlog en is daarom controversieel.

### Galerij

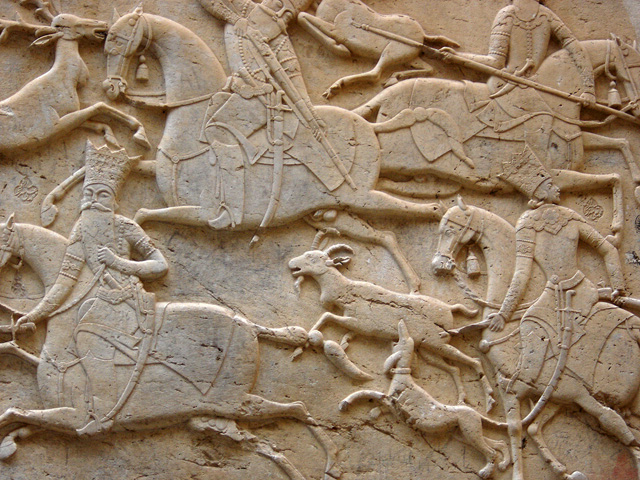
Perzisch bas-reliëf
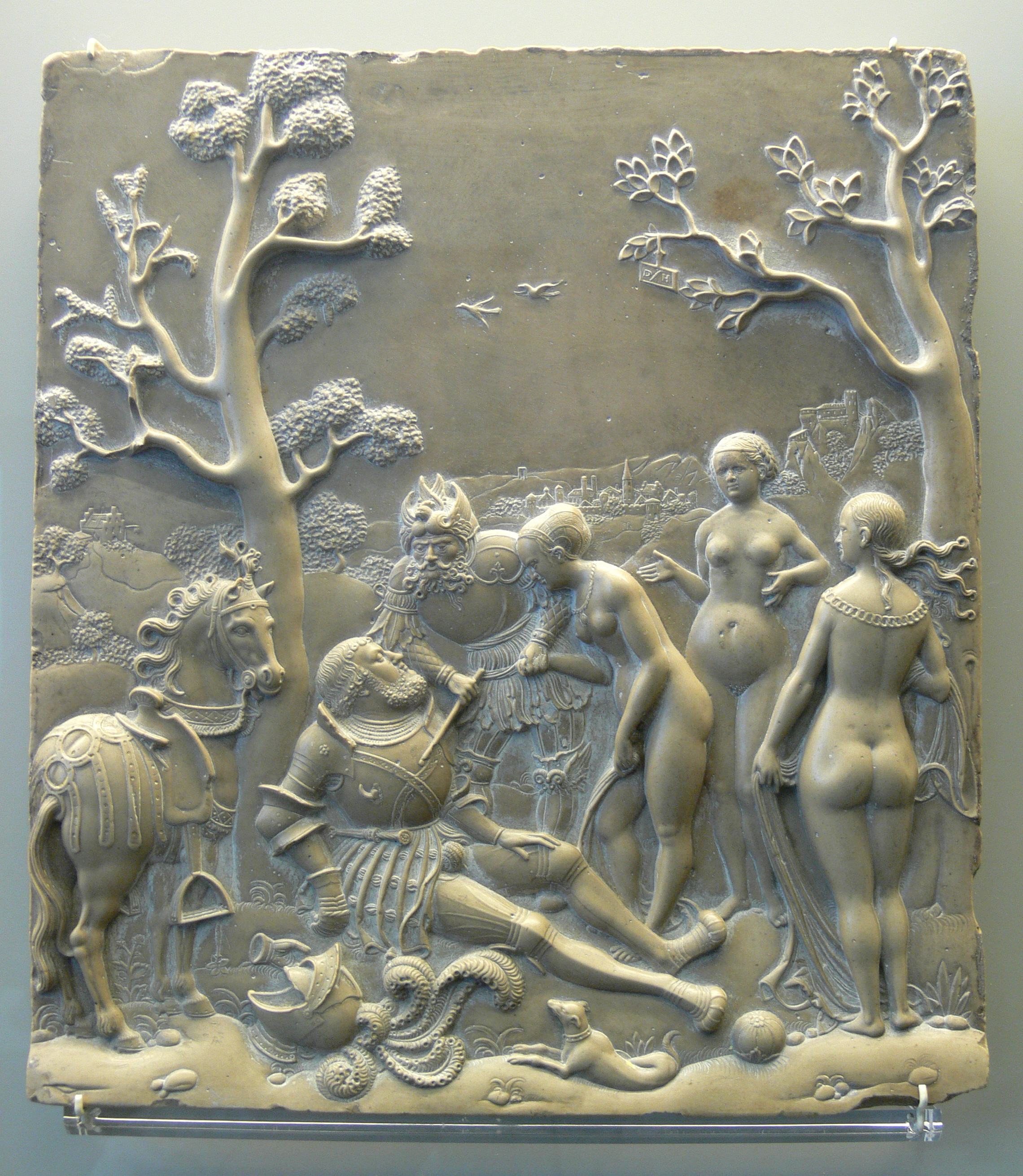
Doman Hering: Het oordeel van Paris, Solnhofener kalksteen, ongeveer 1529 (Bode-Museum, Berlijn)
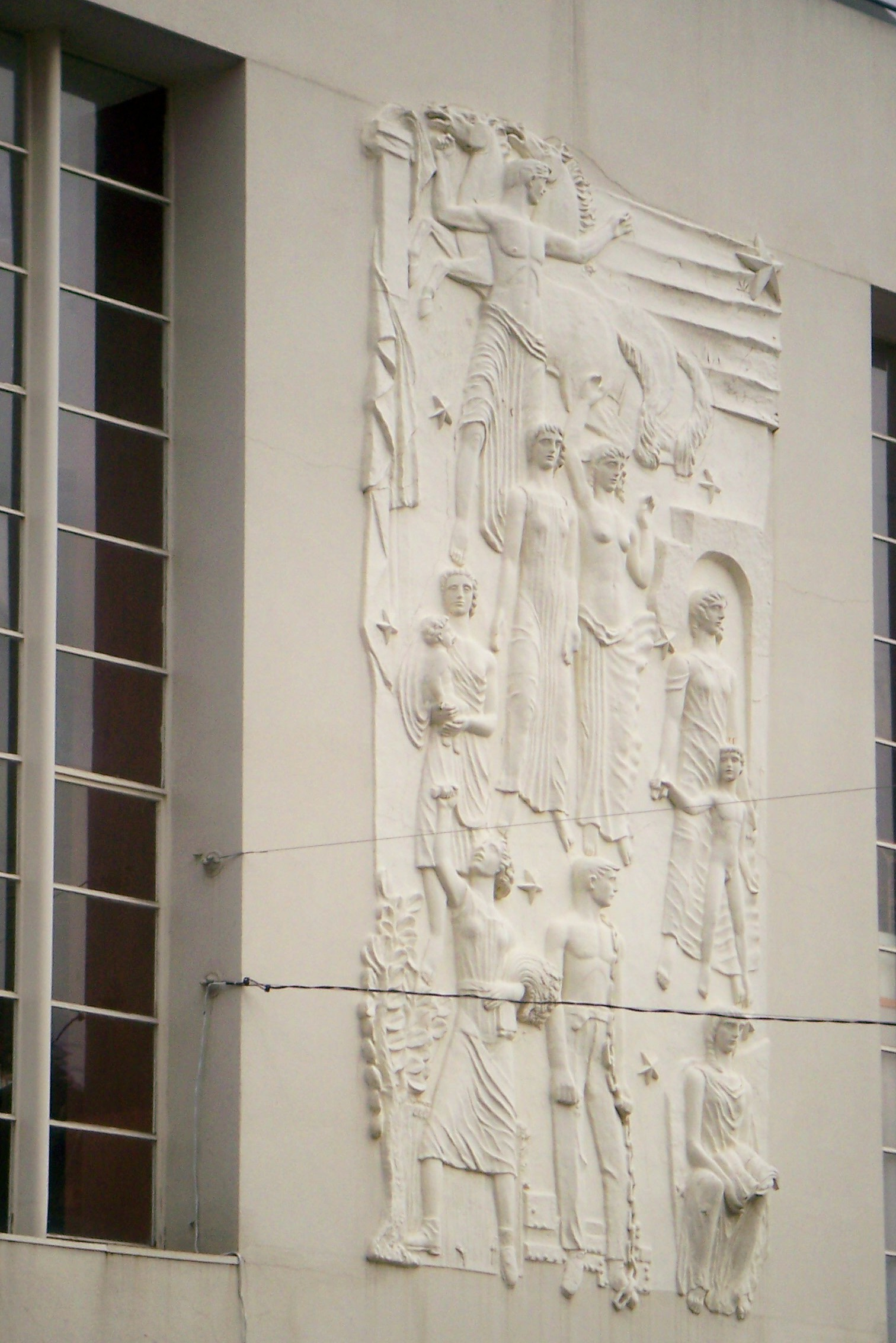
Bas-reliëf van opzij gezien
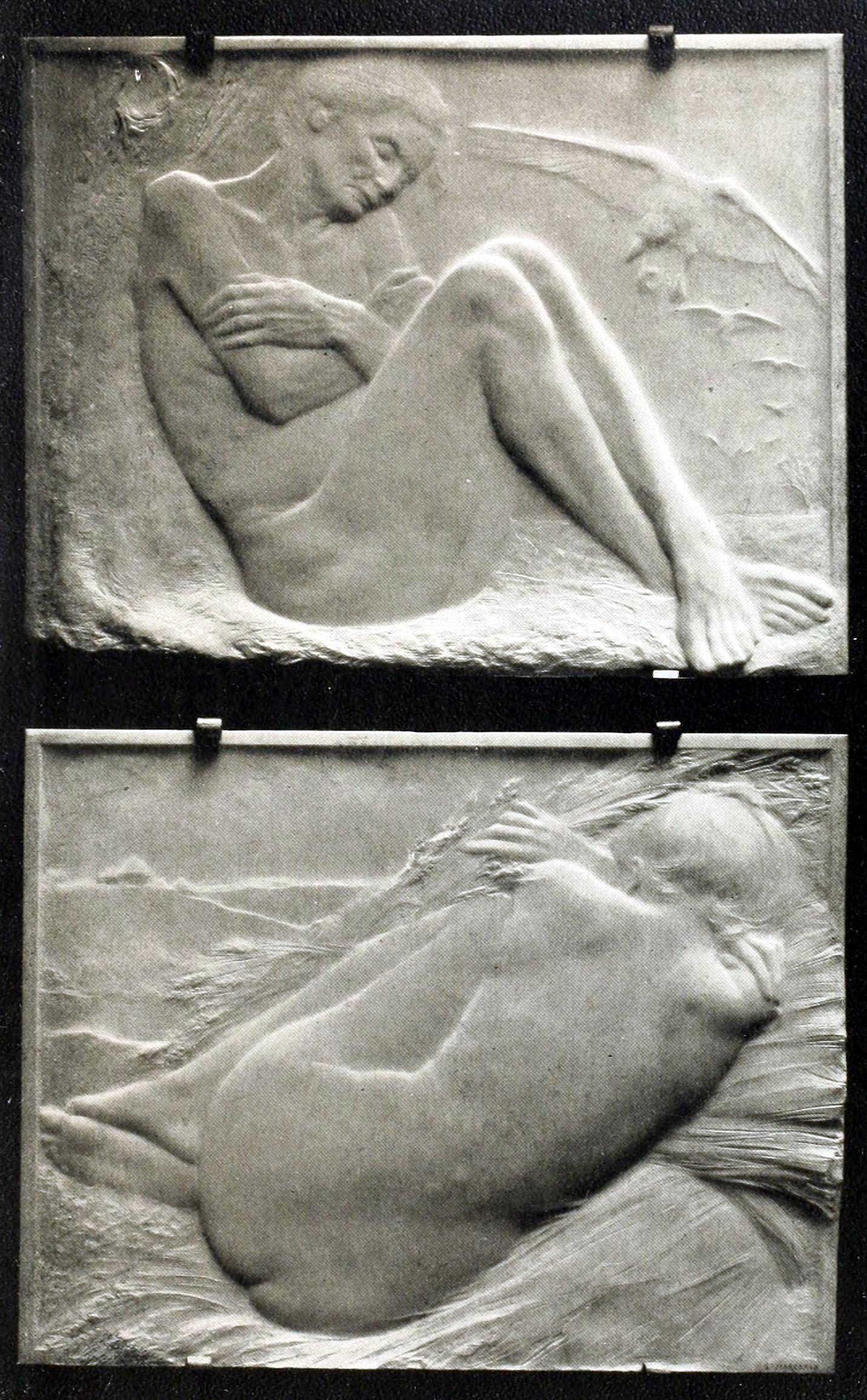
'Seizoenen' door René de Saint Marceaux, 1902
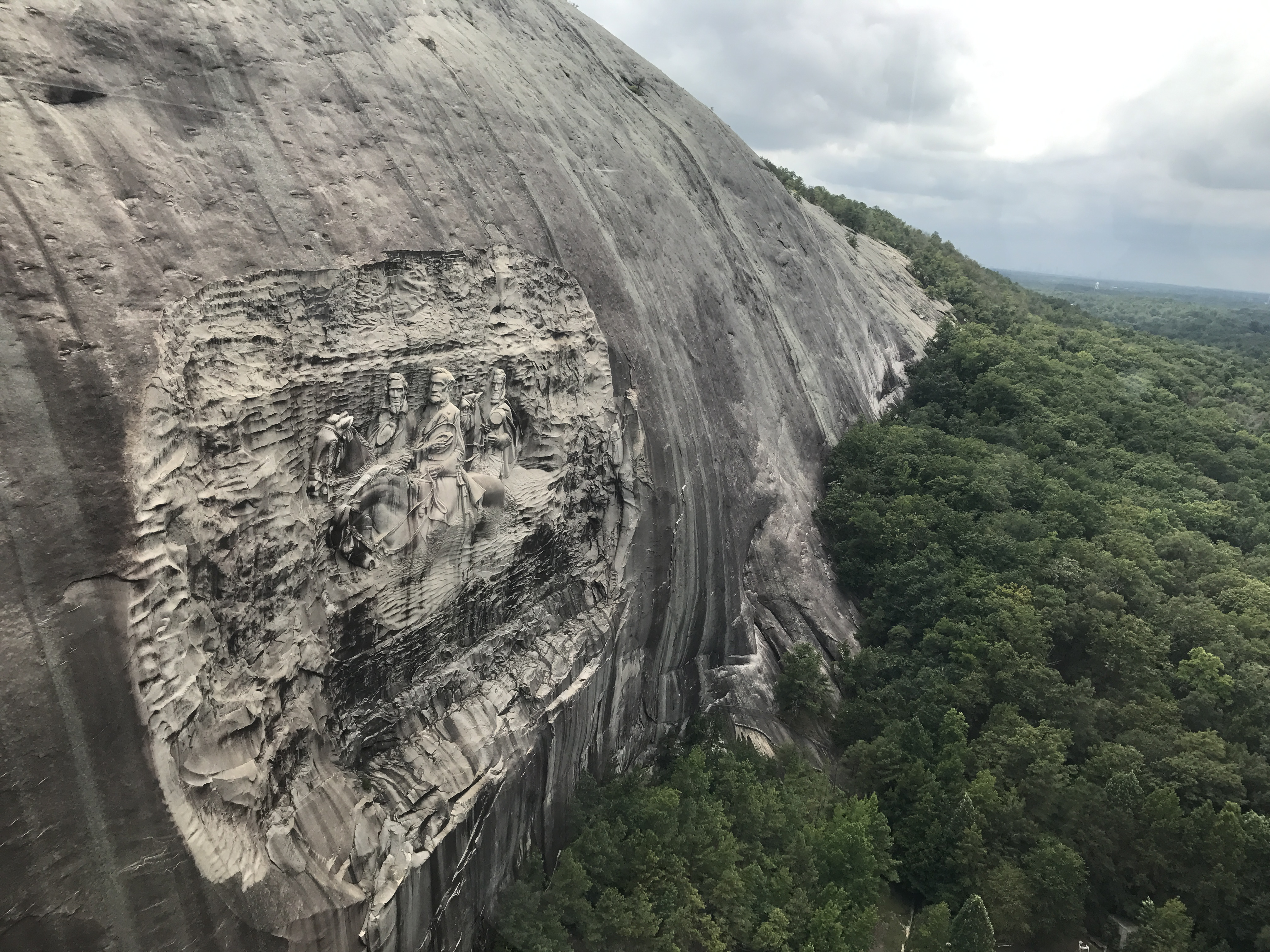
Het enorme bas-reliëf in Stone Mountain bij Atlanta (VS).
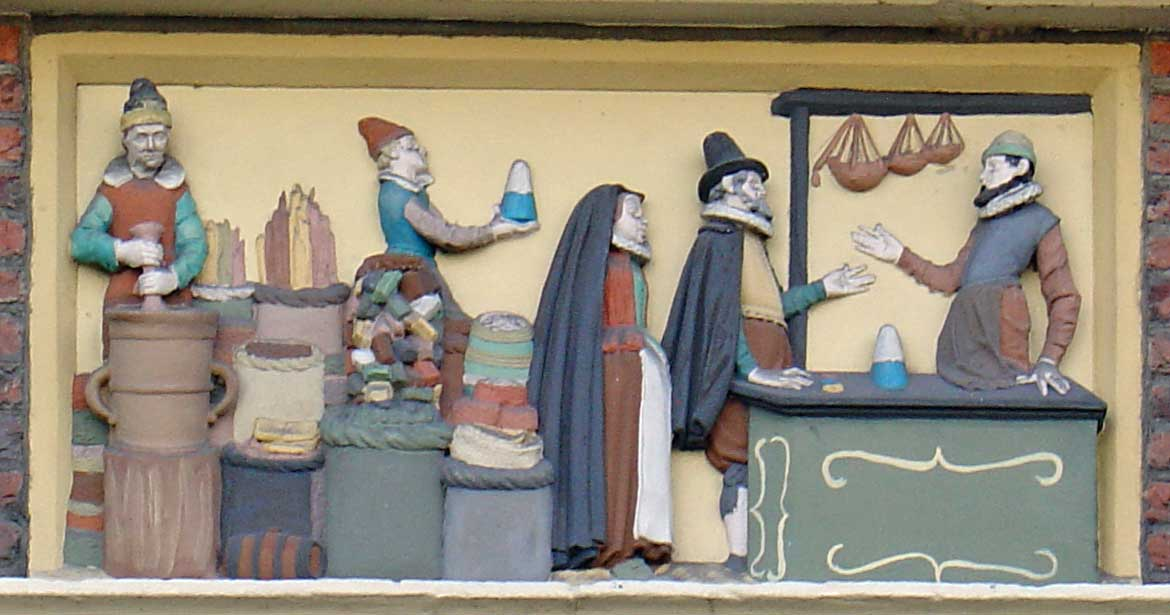
Gevelsteen Museum de Moriaan te Gouda

## Verdiept reliëf
Het verdiept reliëf is een vorm van waarbij de voorstelling is uitgewerkt binnen een contour, verdiept liggend in het muuroppervlak. Het fond (de achtergrond) is niet bewerkt; dit is nog het oorspronkelijke muuroppervlak. Dit kwam oorspronkelijk alleen als wanddecoratie voor in de Oud-Egyptische beeldhouwkunst. In de twintigste eeuw is dit type reliëf weer toegepast voor modern beeldhouwwerk.

### Galerij

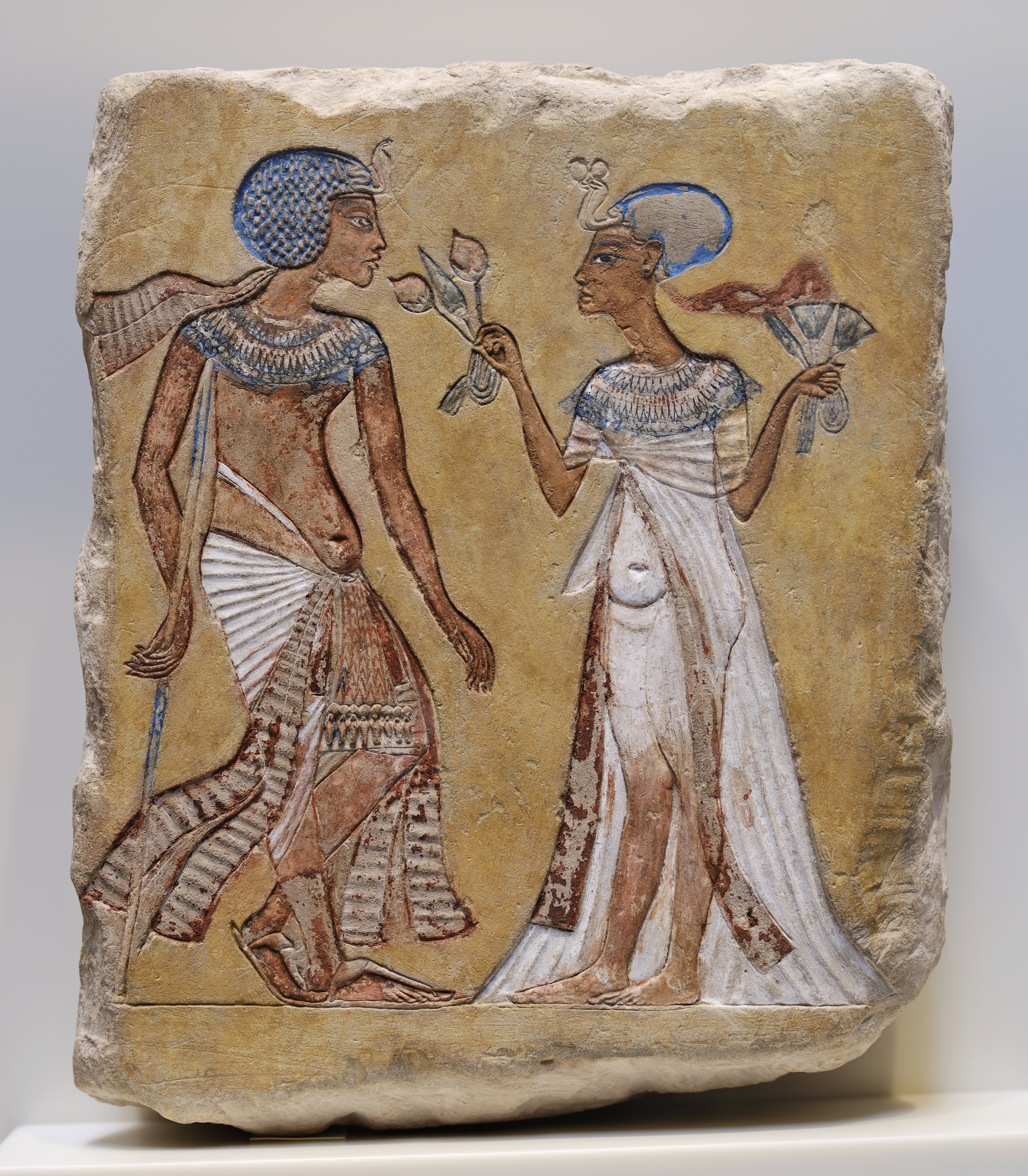
Egyptisch verdiept reliëf uit  Amarna
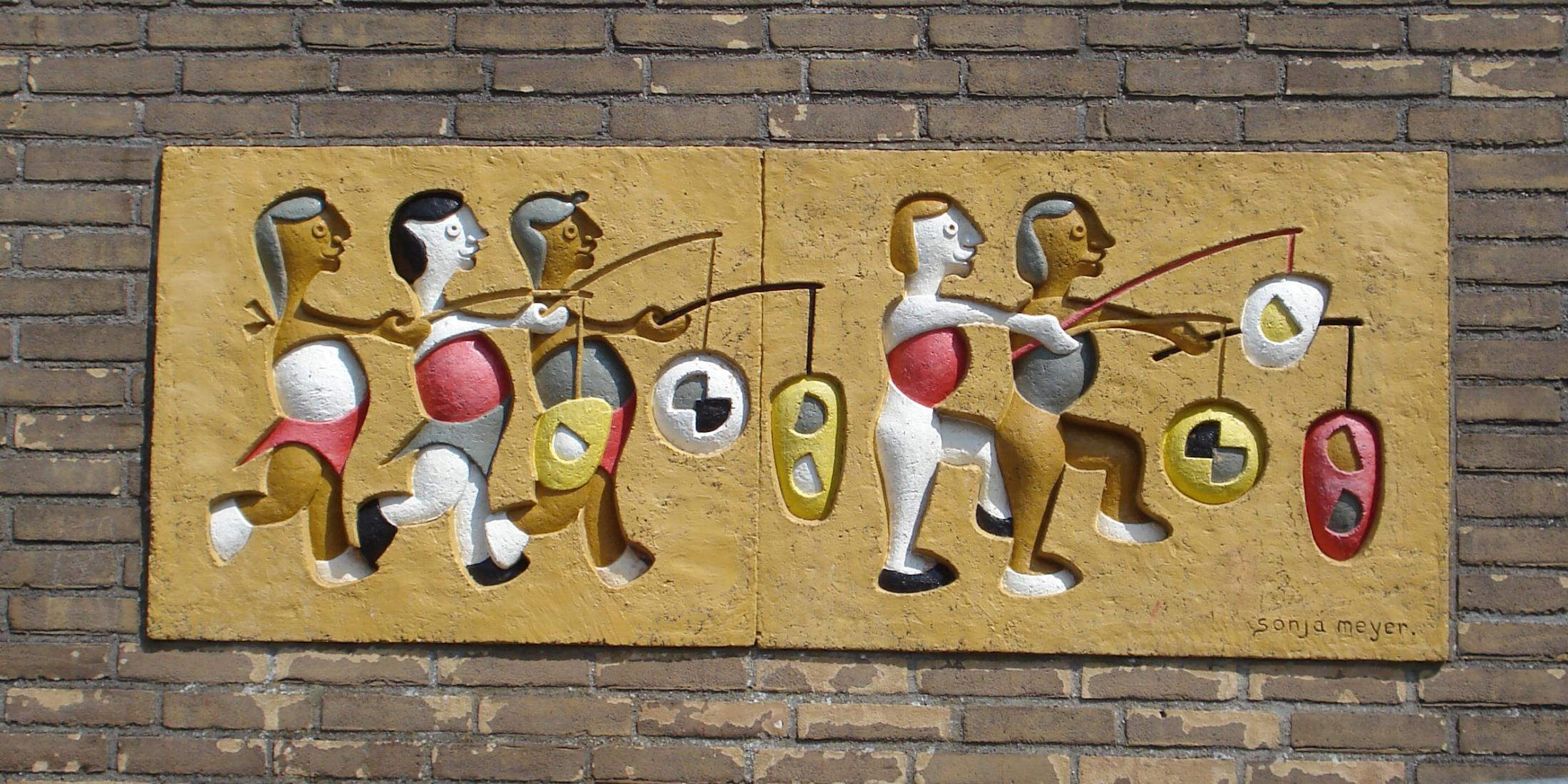
Verdiept reliëf in keramiek, Capelle aan den IJssel
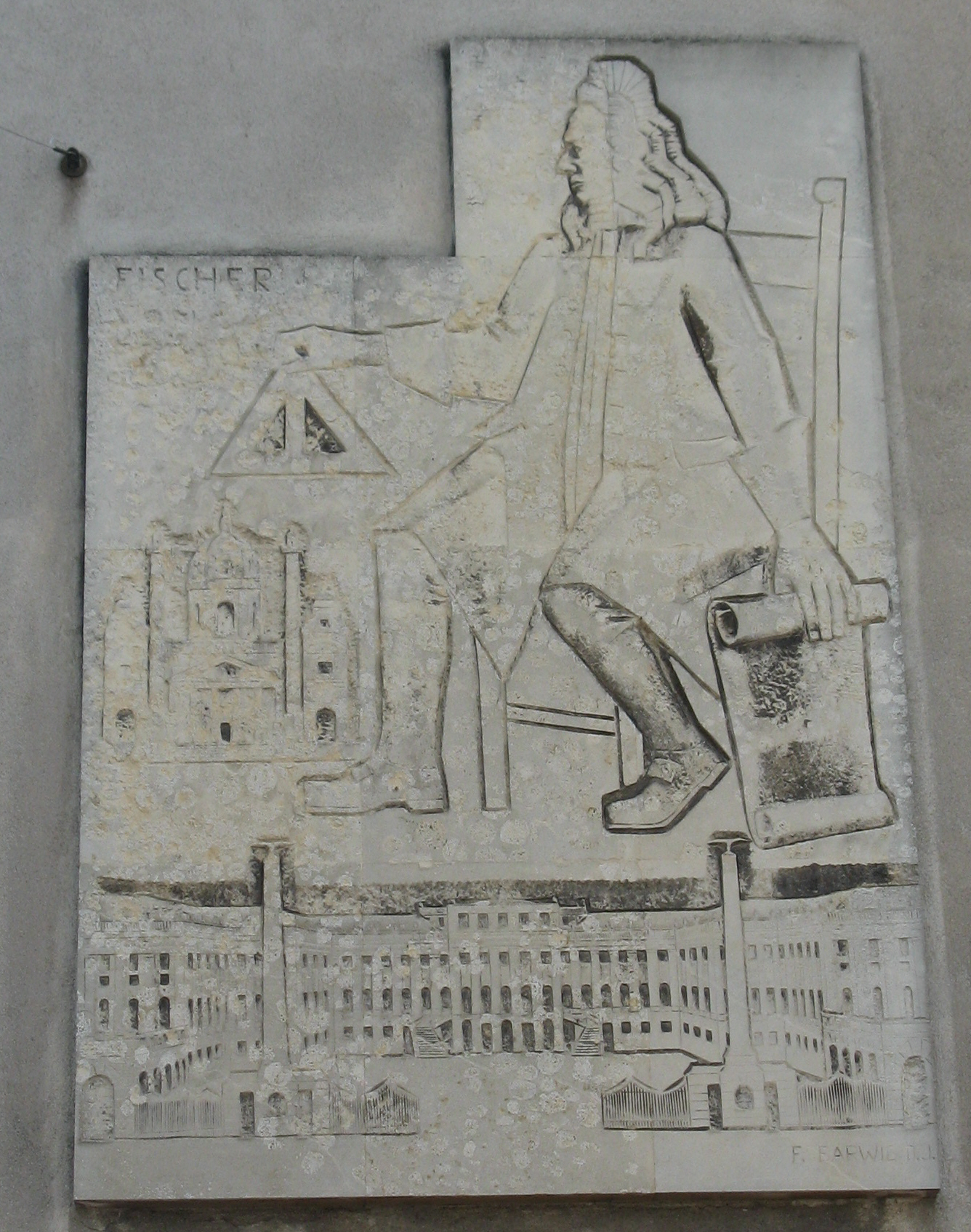
Verdiept reliëf in Wenen
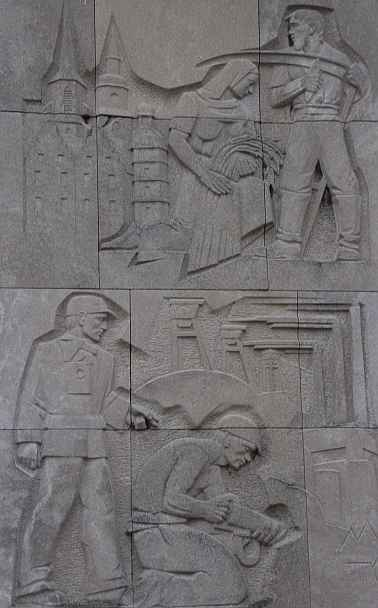
Verdiept reliëf met landarbeiders, Hückelhoven
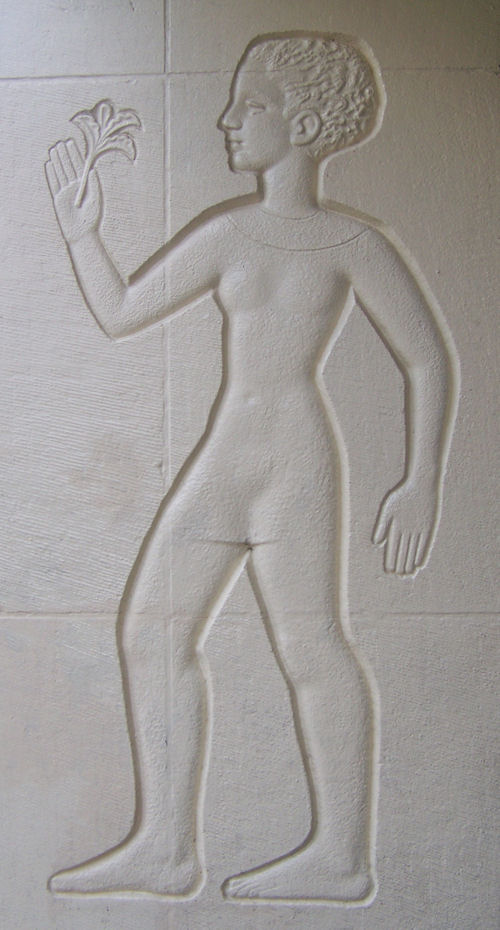
Meisje, door Wladimir de Vries, Augustinuscollege Groningen